# 分散式布拉格反射器
分散式布拉格反射器或分佈式布拉格反射器（distributed Bragg reflector，縮寫DBR）是在光波導中使用的反射器，由多層折射率不同的材料所疊構而成。當光經過不同介質時在介面的地方會反射，反射率的大小會與介質間折射率大小有關，因此如果我們把不同折射率的薄膜交互週期性的堆疊在一起，當光經過這些不同折射率的薄膜的時候，由於各層反射回來的光因相位角的改變而進行相长干涉(Constructive Interference)，然後互相結合再一起，得到強烈反射光。
如果多膜層數變的非常多，而薄膜折射率 n1、n2、n3…. 的差變得非常小時，光就如同在同一個介質裡前進，反射係數變得非常小。由於光的多重干涉而造成干涉效果十分明顯，因此對於波長的選擇變非常敏銳，在使用類似光柵情形時，這樣的周期性結構就被稱為分布式布拉格反射器（Distributed Bragg reflectors）。
這種現象常運用在單眼相機的鏡頭上，雖然對於理想狀態下的鏡片而言，光線能夠完全透過鏡頭，並正確的在底片或 CCD 上完全聚焦。然而，事實上，任何物體都會對光線反射，即便是透明玻璃也是如此，所以為了增加光通量，我們常會在鏡頭上鍍膜，於是利用分布式布拉格反射器，可以使光線在一定波長的範圍內減少反射，增加通光量。